# Джантурина, Суфия Саидгиреевна
Суфия Саидгиреевна Джантурина (1874 — 28 декабря 1911, Стамбул, Османская империя) — общественный деятель. Родилась в 1874 году в семье Тевкелевых. Получила основательное и разностороннее домашнее образование. Знала татарский, русский, турецкий, французский языки.
Муж — Джантюрин Салимгирей Сеидханович. На средства Джантюриных в деревне Килимово Белебеевского уезда (ныне Буздякский район Башкортостана) были открыты школа для мальчиков и школа для девочек. Они также пожертвовали 50 тысяч рублей на строительство медресе.
Была одной из основательниц «Уфимского мусульманского дамского общества», возможно, первой общественной организации татарок в России. Умерла от кори 28 декабря 1911 года в Стамбуле. Значительная часть своего состояния она завещала на нужды просвещения.